# Pedro Henry
Pedro Henry Neto ComMM (Santo André, 19 de abril de 1957) é um médico e político brasileiro, filiado ao Partido Progressista (PP-MT).
Os parentes do político são proprietários da TV Descalvados, afiliada do canal SBT no Mato Grosso.

## Biografia
Apesar de ser andrense, mudou-se para a cidade de Cáceres, no estado de Mato Grosso, onde iniciou carreira médica. Após um ano de medicina e ser conhecido na cidade, iniciou carreira política, como vereador, depois para deputado estadual e finalmente deputado federal.
Já como mandato de deputado federal, integrou na equipe do primeiro mandato do presidente Fernando Henrique Cardoso.[carece de fontes?] Em 2001, Henry foi admitido por FHC à Ordem do Mérito Militar no grau de Comendador especial.

## Processos por corrupção

### Peculato
Tramita no STF o Inquérito 2913 (peculato), no qual o MPF alega que o parlamentar deve ser investigado por suposta contratação de um assessor técnico adjunto que trabalhava como seu piloto particular.
Ao se defender nas contrarrazões, o deputado federal sustenta que não há qualquer irregularidade na contratação do assessor, pois, no período em que foi contratado (1º de junho de 2004 a 21 de janeiro de 2005), não havia vedação para o exercício de funções do Cargo de Natureza Especial fora das dependências da Câmara dos Deputados, o que só ocorreu com a edição do Ato da Mesa nº 86/2006.

### Mensalão
Em 2005, Pedro Henry foi acusado de ser uns dos integrantes do maior escândalo de corrupção no Governo Lula, ao receber dinheiro para votar a favor do governo, no Escândalo do Mensalão.
Em 2006, apesar das acusações comprovadas no escândalo, foi absolvido no plenário por seus colegas da Câmara dos Deputados.

### Sanguessugas
Ainda em 2006, quando a Polícia Federal deflagrou Operação Sanguessuga e o envolvimento do deputado no novo escândalo, chamado de Escândalo dos Sanguessugas, foi acusado de fazer licitações das ambulâncias irregulares na cidade de Cáceres. Teve o nome para ser cassado, mas não houve porque havia grande número de deputados para cassar.
Apesar dos escândalos, se candidatou à reeleição no estado. Em 1º de outubro, foi reeleito, ficando em sexto lugar com 5,11% dos votos válidos, indo para o quarto mandato como deputado federal.[carece de fontes?]

### Acumulação de cargos
Em janeiro de 2012, foi noticiado a acumulação de cargos públicos por Pedro Henry — ocupar dois cargos públicos ao mesmo tempo é expressamente proibido pelo artigo 37 da Constituição Brasileira —, o de deputado federal conjuntamente com o de Secretário Estadual de Saúde de Mato Grosso. Ao ser questionado, ele alegou não ter tomado posse oficialmente, e que uma assinatura sua num ato administrativo do Diário Oficial de Mato Grosso fora um "erro da secretária".

### Operação Lava Jato
Em 6 de março de 2015, o Ministro Teori Zavascki, do STF, autorizou a abertura de inquérito contra Pedro Henry, juntamente com outros políticos brasileiros de diversos partidos, a pedido da Procuradoria Geral da República, por conta de sua suposta participação no esquema de corrupção na empresa Petrobras SA, descoberto pela Operação Lava Jato da Polícia Federal.